# Pescarolo ed Uniti
Pescarolo ed Uniti (Pescaról in dialetto cremonese) è un comune italiano di 1 537 abitanti della provincia di Cremona, in Lombardia. Di presunta origine romana, vanta un'economia piuttosto vivace, che si fonda sulla positiva compresenza di attività agricole e industriali. I pescarolesi risiedono nel capoluogo comunale e, in minor misura, nelle località Pieve Terzagni e Castelnuovo del Vescovo.

## Geografia fisica

### Territorio
Il comune di Pescarolo ed Uniti risulta dell’aggregazione, avvenuta nel 1867, dei comuni di Pescarolo, Pieve Terzagni e Castelnuovo del Vescovo. Il Comune sorge a 45 metri sul livello del mare, a una ventina di chilometri ad est di Cremona in vicinanza del fiume Oglio, che segna il confine fra la campagna cremonese e quella bresciana. Il territorio, esteso 16,54 chilometri quadrati, prevalentemente agricolo, disseminato di cascine e costruzioni rurali di notevole interesse storico ed architettonico, disegna un profilo geometrico regolare, con variazioni altimetriche quasi irrilevanti.

### Clima
La Provincia di Cremona è caratterizzata da un clima tipicamente padano, con inverni rigidi, estati calde, elevata umidità, nebbie frequenti e piogge di ridotta intensità (mediamente 800 – 850 mm/anno) distribuite in modo relativamente uniforme durante l’anno. Nella stagione primaverile è possibile assistere a episodi piovosi di una certa entità che, man mano che la stagione avanza, tendono ad assumere carattere temporalesco. Le precipitazioni estive sono quantitativamente superiori a quelle invernali, anche se più irregolarmente distribuite. Nel periodo autunnale, generalmente, si osservano intense perturbazioni con circolazioni provenienti da sud-ovest e le piogge che ne derivano sono di rilevante entità. Nel complesso, dunque, la distribuzione autunnale delle precipitazioni nell’area presenta due massimi, uno principale in autunno (ottobre – novembre) e uno secondario in primavera (maggio – giugno), mentre il minimo pluviometrico coincide con il mese di dicembre.

## Storia
Numerosi rinvenimenti archeologici, che attraversano un lungo arco temporale, testimoniano come il sito fosse abitato fin dall'antichità. Secondo le informazioni degli storici, peraltro non concordi, i primi abitatori del territorio furono i Liguri, cui subentrarono i Celti Insubri e poi gli Etruschi. I Liguri ed i Celti non praticarono alcuna forma di agricoltura, bensì la pastorizia, a differenza degli Etruschi, i quali sembra abbiano tagliato boscaglie, aperto strade e scavato canali. Agli Etruschi successero i Galli Cenomani ed infine, dopo la conquista romana, Cremona fu creata colonia unitamente a Piacenza, nel 218 a.C.. I Romani proseguirono l’opera di bonifica degli Etruschi (anzi taluni storici vogliono che essi e non gli Etruschi la cominciassero) e diedero mano all’irrigazione.
La fertile pianura sulla riva destra del fiume Oglio fu oggetto di centuriazione romana e vide nascere numerosi centri agricoli dove si riunivano i coloni romani ai quali venivano assegnate queste terre. Di quel periodo rimangono ruderi di una villa rustica in località Senigola, un tesoretto di 450 monete rinvenuto a Castelnuovo e numerose persistenze dei tracciati centuriali. Il rinvenimento di reperti di matrice longobarda fa risalire la sua fondazione all'epoca delle ripetute invasioni barbariche nella pianura padana, invasioni che segnarono la definitiva scomparsa dalla zona della presenza romana.
Nel 1093 fu donato dai conti di Sospiro, che ne erano i proprietari, al monastero di San Giovanni di Pipia e fu poi concesso alla comunità pescarolese nel 1249. In quasi tutti i centri sulla sponda destra dell'Oglio sono stati eretti castelli, fortificazioni, rocche che avevano lo scopo di rendere sicuro il controllo del fiume, allora navigabile e via di grandi commerci, ma anche confine fra il ducato di Milano, la Repubblica di Venezia, il ducato di Mantova.
Conteso tra la famiglia dei Visconti di Milano e i signori Cabrino Fondulo e Pandolfo Malatesta, nel corso delle lotte che tra questi si scatenarono per il possesso del territorio cremonese, divenne feudo dei Visconti, che lo affidarono prima al marchese Rolando Pallavicini, quindi alla famiglia Marini nel '500 e poi ai Barbò nel '600; costoro la cedettero, nel 1637, a Nicolò Maggi, che ottenne il titolo di marchese dal re di Spagna Filippo IV; nel 1751 risulta ancora attribuito ai Maggi. Intorno alla metà del XVII secolo la rocca fu data alle fiamme dalle truppe francesi, piemontesi ed estensi, capitanate da Monsù di Sant'Andrea; nel XVIII secolo il governo austriaco ordinò la demolizione di quel che rimaneva del castello. Con il governo Austriaco vengono perdute anche le fortificazioni di Castelnuovo del Vescovo e di Pieve Terzagni, documentate nel X secolo.
Nel 1810 Castelnuovo del Vescovo e Pieve Terzagni sono accorpati al comune di Pessina Cremonese, ma tornano nel 1816 al IX distretto di Pescarolo, e vengono finalmente aggregate al comune di Pescarolo ed Uniti con Regio Decreto del 21 novembre 1867.

### Simboli
Lo stemma e il gonfalone del Comune di Pescarolo ed Uniti sono stati concessi con decreto del Presidente della Repubblica del 28 ottobre 1982.
Le gallinelle d'acqua, rappresentate nell'atto di pescare, richiamano l'antico nome Piscarolo; la torre ricorda il castello del toponimo della frazione di Castelnuovo del Vescovo; la scritta in latino è il quadrato del Sator, quadrato magico rappresentato a mosaico nella chiesa della frazione di Pieve Terzagni.
Il gonfalone è un drappo rosso.

## Monumenti e luoghi d'interesse

### Architetture religiose
Il Santuario di Santa Maria alla Senigola si trova in una posizione isolata, vi si accede dalla Strada Provinciale 33. 

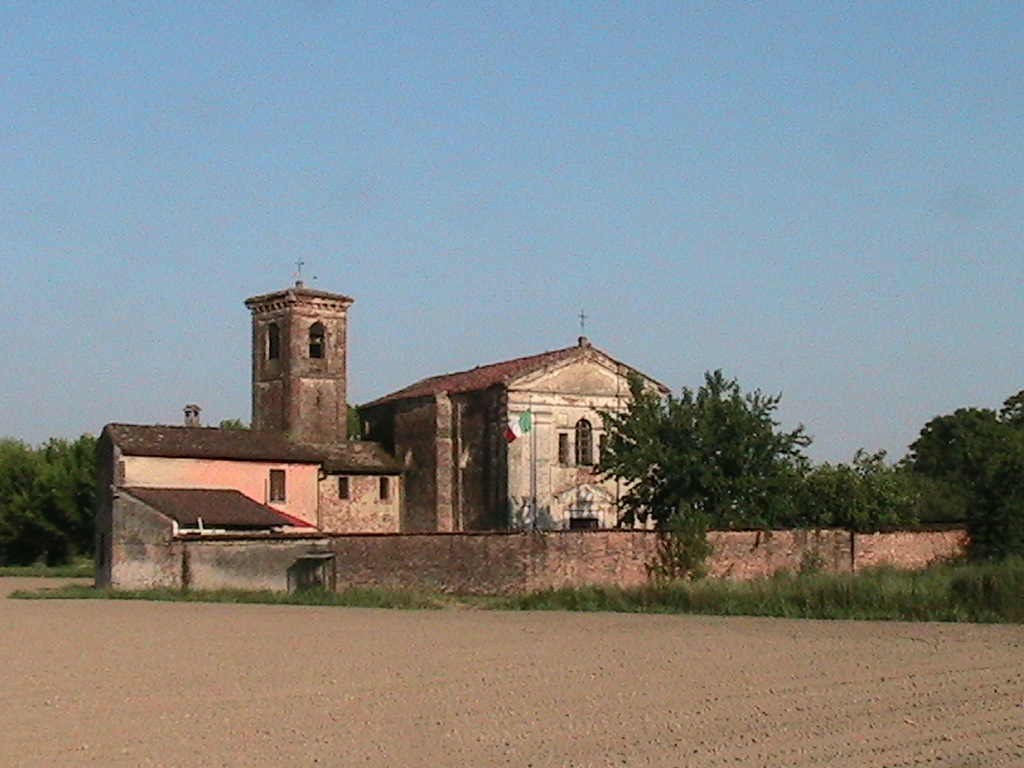
Complesso di Santa Maria alla Senigola

 Il complesso, iniziato nel I secolo a.C., è costituito dalla chiesa, dalla sacrestia, dalla torre campanaria e dalla casa del romito. Si presume che, sui resti di un’antica villa romana, in età longobarda sia stato costruito un casale e poi una chiesa. Intorno al 1100 forse, fu edificata una nuova chiesa, di dimensioni leggermente superiori. Al 1670 - 1680 risale il rifacimento delle volte. Della seconda metà del XVIII secolo è il prezioso altare in marmo policromo. L’ultimo intervento di abbellimento pittorico è databile al 1777. Il Santuario visse in seguito un lungo periodo di abbandono e conseguente degrado fino agli anni ’80 del XX secolo. Le attività che oggi si svolgono presso questa località sono eventi di carattere sociale o culturale.
La Chiesa Parrocchiale di Sant'Andrea Apostolo sostituì quella distrutta da un incendio nel 1908. Progettata dall’ingegner Rinaldo Mazzolari e dall’architetto Tancredi Venturini in stile gotico lombardo, fu costruita dal 1909 al 1921. L’interno è ravvivato da vetrate policrome e dagli arredi sacri superstiti dell’antico tempio.
La Chiesa di Maria Vergine di Loreto "Il Lazzaretto" fu edificata nel 1703 sul luogo di un piccolo edificio sacro nel quale, durante la pestilenza del 1630, avevano trovato ricovero i moribondi. L’interno, elegante e sobrio, custodisce un pregevole altare in marmi policromi eretto nel 1765.
La Chiesa di San Rocco, costruita dopo la peste del 1479, presenta una facciata di ordine tuscanico e una struttura a navata unica. L’interno conserva sul soffitto quattro medaglioni affrescati che raffigurano Sant’Andrea, il Buon Pastore, la Vergine Maria e il Santissimo Sacramento; per il resto, l’ambiente è completamente spoglio a causa di lavori di restauro mai terminati.
La Chiesa di San Giovanni Battista fu fondata nel secolo XI a Pieve Terzagni sotto il dominio di Matilde di Canossa. L’elemento più interessante e misterioso del mosaico è la famosa frase del Quadrato Magico.

### Altro
Nel cimitero vecchio di Pescarolo è tumulato Giuseppe Guarneri detto Zanetti, garibaldino, sindaco di Pescarolo dopo l’Unità, morto il 19 dicembre 1894.

## Società

### Evoluzione demografica
Abitanti censiti

Nel territorio del Comune, nel 2016, risiedono 632 famiglie, per un numero complessivo di 1.514 componenti. Nel 2014 gli stranieri sono 175. Nel 2020 563 residenti risultano in possesso di diploma di istruzione secondaria di II grado e 71 di diploma di laurea.
Del totale di 543 residenti di età pari a 15 anni o più, 524 risultano occupati. La ripartizione per fasce di reddito dei 1.110 contribuenti del Comune è la seguente (euro/anno): n. 235 fino a 10.000; n. 188 da 10.000 a 15.000; n. 427 da 15.000 a 26.000; n. 220 da 26.000 a 55.000; n. 20 da 55.000 a 75.000 e n. 13 da 75.000 a 120.000.

## Cultura

### Musei
Museo del Lino 
È un museo etnoantropologico fondato intorno agli anni '60 che racconta la vita del mondo contadino della pianura, prima della meccanizzazione agricola, riportando alla memoria stili di vita e sistemi produttivi ormai dimenticati. L’esposizione degli oltre novemila oggetti, risalenti per lo più al XIX secolo, si articola nelle seguenti sezioni:
- il lino: dal seme alla tessitura;
- il baco da seta: l'allevamento del baco da seta nelle case contadine fino alla trattura del filo;
- la conservazione e la cottura del cibo: collezione di recipienti in terracotta invetriata per la conservazione di carne, verdure, uova e per la cottura;
- i tessuti: testimonianza di uno stile di vita, con particolare riferimento all’infanzia e alla “educazione” delle bambine;
- il lavoro contadino: attrezzi del lavoro e oggetti della vita quotidiana.

Il museo ospita, inoltre, una vasta collezione di apparecchi per illuminare utilizzati prima dell’avvento dell’energia elettrica e reperti appartenenti alla sfera religiosa.

### Cinema
Il "Falò di Pescarolo" è un film della durata di un’ora e sette minuti realizzato da Giuseppe Morandi, coadiuvato da Gianfranco “Micio” Azzali e Roberto Seniga, della Lega di Cultura di Piadena insieme ad AESS Archivio di Etnografia e Storia sociale e Regione Lombardia. Il film coniuga nel presente i tratti antichi della festa pagana diluiti e stemperati da segmenti di modernità e dalle flessibili mode che irrompono nella quotidianità. Girato nel 2016, è stato presentato a Pescarolo in occasione del carnevale 2017.

### Eventi
A Pescarolo si celebrano le seguenti feste e manifestazioni:
- nel periodo di Carnevale, sfilate di carri allegorici e feste in piazza. La sera del Martedì grasso, Falò nella piazza della Chiesa[27][28];
- la terza domenica di marzo, tradizionale fiera della Madonna della Senigola: riti religiosi, giochi popolari e gastronomia;
- l’ultima domenica di maggio, Festa della donna;
- la seconda settimana di giugno, Festarolo: festa gastronomica con intrattenimenti musicali e concorso di pittura;
- la terza settimana di giugno, festa multietnica della comunità latino-americana: festa a carattere gastronomico con la proposta di piatti etnici, danze latino-americane e dimostrazioni di capoeira;
- il 16 agosto, Festa di San Rocco;
- dal 12 ottobre al 15 ottobre, Sgabèi d'autunno: manifestazione enogastronomica a scopo benefico;
- la prima domenica di dicembre, Festa Patronale di Sant’Andrea: Messa solenne nella chiesa dedicata al Santo patrono, torneo di calcio, pesca sportiva e pesca di beneficenza;
- Mostra temporanea del giocattolo antico, esposizione di più di 1 000 giocattoli, che testimoniano le attività ludiche dei tempi passati.

A Pieve Terzagni:
- la prima domenica di maggio, Gara di pesca al laghetto;
- il 4 novembre, Festa Patronale di San Carlo Borromeo.

## Geografia antropica

### Frazioni
Dal 1867, al comune di Pescarolo ed Uniti sono aggregate le frazioni di Pieve Terzagni e di Castelnuovo del Vescovo.
- Pieve Terzagni

La sua presenza nel territorio è testimoniata già nel X secolo. Fino ai primi dell'Ottocento gode di autonomia amministrativa; viene poi aggregata nel 1810 a Pessina Cremonese, per tornare nel 1816 a Pescarolo. Dista 2,9 chilometri da Pescarolo; vi risiedono 142 famiglie.
- Castelnuovo del Vescovo

La romanizzazione di questo territorio è attestata dal ritrovamento di monete di età repubblicana, la sua presenza è testimoniata nel X secolo ed appartiene poi alternativamente ai comuni di Pescarolo, di Pessina, di Piadena. Dista 2,4 chilometri da Pescarolo; vi risiedono sette famiglie.

## Economia
L'economia è in prevalenza agricola, con cereali, ortaggi e foraggi per l'allevamento di bovini e suini; diffusi sono il florovivaismo, la pioppicoltura e l'avicoltura. Le industrie operano nei settori alimentare (prodotti da forno e lavorazione delle carni), dei serramenti, dell'abbigliamento (anche accessori) e della lavorazione del legno, delle materie plastiche e dei metalli.

### Agricoltura
La provincia di Cremona ricade interamente all’interno del bacino idrogeologico dell’Adda – Oglio, uno dei cinque bacini idrogeologici principali in cui viene suddivisa la Regione Lombardia.
Del totale di 58 aziende agricole, l’84% è costituito da aziende individuali a conduzione diretta del coltivatore. La media aziendale è di circa 21 ettari, 18 aziende hanno superficie compresa tra 10 e 30 ettari e sette sono estese tra 50 e 100 ettari.
Nel 2010 la Superficie Agricola Utilizzata (SAU) di Pescarolo (1 245 ha) rappresenta meno dell'1% del totale della provincia. La totalità della SAU è rappresentata da seminativo, le colture arboree coprono 28 ettari, le serre 20 ettari. 45 aziende agricole dispongono terreni irrigui, per un totale di 743 ha. Di queste, 41 coltivano mais da granella su 558 ha (con rese anche oltre i 100 quintali per ettaro). La superficie investita a foraggere avvicendate (prati ed erbai) è più che raddoppiata dal 2000: dal 12% al 29% della SAU.
Il numero delle aziende solo con coltivazioni si mantiene stabile dal 2000 al 2010, intorno al 62%. Il 58% si dedica alla coltivazione di cereali, soprattutto mais (73%). Rispetto al 2000, nel 2010 la superficie coltivata a cereali è aumentata del 12% rappresentando il 58% della SAU. Stabile intorno al 36% anche il numero delle aziende con allevamenti e coltivazioni.
Si dedicano all’allevamento 21 aziende in totale: otto con 1 055 bovini (con una media aziendale di 132 capi), due con 2 070 ovini, tre con 6 064 capi suini e otto avicole con circa 294 000 capi.
A Pescarolo, un’azienda didattica svolge attività formative per scuole e gruppi, intorno al mondo delle api, degli animali e dell’agricoltura.

## Infrastrutture e trasporti
Tra il 1889 e il 1955 Pescarolo era servito da una stazione della tranvia Cremona-Ostiano, gestita in ultimo dalla società Tramvie Provinciali Cremonesi.